# Diocèse de Sulmona-Valva
Le diocèse de Sulmona-Valva (en latin : dioecesis Sulmonensis-Valvensis; en italien : diocesi di Sulmona-Valva) est un diocèse de l'Église catholique en Italie, suffragant de l'archidiocèse de L'Aquila et appartenant à la région ecclésiastique d'Abruzzes-Molise.

## Territoire
Le diocèse est à cheval sur trois provinces : une partie de la province de L'Aquila, l'autre partie de cette province étant partagé par l'archidiocèse de L'Aquila et les diocèses de Sora-Cassino-Aquino-Pontecorvo et d'Avezzano. Une partie dans la province de Chieti dont les autres fractions de cette province sont partagés par les archidiocèses de Chieti-Vasto et Lanciano-Ortona ainsi que par le diocèse de Trivento. Il a également sous sa juridiction une petite partie de la province de Pescara dont l'autre partie est dans les archidiocèses de Pescara-Penne et Chieti-Vasto.
Il possède un territoire d'une superficie de 1 814 km2 divisé en 76 paroisses regroupées en 5 archidiaconés. L'évêché est dans la ville de Sulmona où se trouve la cathédrale Saint Pamphile. La cathédrale Saint Pelin de Corfinio est cocathédrale. À Pescocostanzo, se trouve la basilique Santa Maria del Colle.

## Histoire
Les villes de Sulmona et de Valva (l’ancienne Corfinium, capitale des Marses au cours de la guerre sociale, aujourd’hui Corfinio) semblent être un siège épiscopal, au moins à partir de la fin du Ve siècle. La tradition attribue la fondation du diocèse de Valva à saint Félicien de Foligno, martyr à Foligno en 249. Deux évêques distincts, Geronzio de Valva et Palladio de Sulmona, sont mentionnés à la fin du Ve siècle, le premier est documenté dans la correspondance du pape Gélase Ier (492-496), le deuxième est connu pour sa participation au concile de Rome de 499 organisé par le pape Symmaque. Par la suite, il n’y a plus d'information sur ces deux diocèses pendant quelques siècles du fait des dévastations causées par les invasions des Goths puis des Lombards, ce qui conduit à la disparition de plusieurs sièges épiscopaux italiens. Dans ce contexte, le diocèse d'Ofena (it) dont le territoire sera ultérieurement intégré à celui du diocèse de Valva.
À partir du VIIe siècle, les deux diocèses sont unis et un seul évêque occupe les deux sièges. Cette union est officiellement sanctionnée par la bulle du pape Léon IX en faveur de l'évêque Domenico, qui est reconnu titulaire des sièges de saint Pelin (Valva) et de saint Pamphile (Sulmona). Par la même bulle, le pontife détermine les limites des deux diocèses, qui ne doivent désormais avoir qu'un seul évêque, élus par les deux chapitres. Cette décision est toutefois à l'origine d'une longue querelle entre les chapitres des deux cathédrales, dont chacun affirme avoir le droit exclusif d'élire l'évêque. Ce conflit trouve son apogée en 1229, lorsque les Sulmonais attaquent manu militari Corfinio, détruisant l'épiscopat et le château, soustrayant les reliques de saint Pelin et capturant l'évêque Nicola, traîné de force à Sulmona. Un traité de paix est signé en 1238 entre les deux chapitres.
Un autre casus belli concerne le diocèse de Valva et celui de L'Aquila, qui prétend avoir compétence sur plusieurs châteaux, qui dépendent du point de vue ecclésiastique au diocèse de Valva mais qui, du point de vue de l'administration civile, dépendent de la ville de L'Aquila. La controverse, qui connaît également des moments dramatiques, est remportée par le diocèse de L'Aquila qui annexe, en 1826, à son territoire 18 communes dont Collepietro, Bominaco, Navelli et Civitaretenga. Dans la première moitié du XVIIe siècle, l’ancien différend entre Valva et Sulmona est ravivé ; l'affaire est d'abord portée à Rome devant la congrégation pour le clergé, puis à la rote romaine qui est tranchée en 1628 en faveur de Sulmona, établissant ainsi le double nom de diocèse de Valva et Sulmona. Les tensions entre les deux chapitres sont l’une des causes pour lesquelles peu de synodes sont célébrés pour l’application des décrets de réforme du concile de Trente car le choix d'un lieu pour la célébration du synode entraîne inévitablement la réaction de l'autre siège épiscopal exclu. Seuls six synodes diocésains sont célébrés en 1572, 1590, 1603, 1620, 1629 et 1715 et il faut attendre 1929 pour en trouver un organisé à l'époque moderne avec le synode célébré par l'évêque Nicola Jezzoni.
Au début du XIXe siècle, le diocèse connaît une très longue période de vacance de 1799 à 1818, et le diocèse risque d'être aboli. Cette possibilité ayant disparu, le diocèse voit son territoire s'élargir avec l'annexion en 1818 de certains fiefs qui dépendent de l'abbaye des célestins supprimée de Santo Spirito al Morrone, notamment de Pratola Peligna et de San Benedetto in Perillis. En 1824, le séminaire diocésain est ouvert à Sulmona par Mgr Felice Tiberi, qui remplace celui qui avait été fondé à Pentima (aujourd'hui Corfinio) au XVIIIe siècle.
Après le IIe concile œcuménique du Vatican, par la bulle Cum cognitum du 15 août 1972, le pape Paul VI ordonne que les diocèses de Valva et de Sulmona, jusqu'alors immédiatement soumis au Saint-Siège, soient suffragants de l'archidiocèse de L'Aquila élevé au rang de siège métropolitain. En 1977, le diocèse de Sulmona étend son territoire en annexant les municipalités de Pescocostanzo, Ateleta, Barrea, Villetta Barrea et Civitella Alfedena qui étaient sous juridiction de l'abbaye territoriale du Mont-Cassin et les municipalités d'Alfedena et de Castel di Sangro du diocèse de Trivento. Le territoire du diocèse de Valva reste inchangé et comprend les municipalités de la partie nord du diocèse actuel jusqu'à Cocullo, Prezza et Pratola Peligna qui constituent la limite sud du diocèse de Valva. Avec le décret Instantibus votis du 30 septembre 1986, la congrégation pour les évêques établi l'union complète des diocèses de Valva et de Sulmona dans le nouveau district ecclésiastique de Sulmona-Valva. Le 4 juillet 2010, le diocèse reçoit le pape Benoît XVI lors d'une visite pastorale à Sulmona.

## Sources
- http://www.catholic-hierarchy.org